# Den 35. Razzie-Uddeling
Den 35. Razzie-Uddeling er den 35. uddeling af prisen Golden Raspberry Award, også kaldet "Razzie", der blev uddelt til de værste Hollowood-produktioner i filmåret 2014. Præ-nomineringerne blev offentliggjort den 31. december 2014 og de endelige nomineringer blev offentliggjort den 14. januar 2015. Vinderne blev offentliggjort den 21. februar 2015 ved en ceremoni, der for første gang i prisuddelingens historie var offentlig.
Saving Christmas modtog i alt fire priser, herunder priserne for værste film, værste manuskript og værste mandlige hovedrolle. 

## Priser og nomineringer
| Kategori                                                   | Nominerede |
| ---------------------------------------------------------- | --- |
| Værste Film                                                | Saving Christmas (Samuel Goldwyn) |
| Værste Film                                                | Left Behind (Freestyle Releasing) |
| Værste Film                                                | The Legend of Hercules (Summit Entertainment) |
| Værste Film                                                | Teenage Mutant Ninja Turtles (Paramount/Nickelodeon) |
| Værste Film                                                | Transformers: Age of Extinction (Paramount) |
| Værste skuespiller                                         | Kirk Cameron in Saving Christmas as Kirk/Himself |
| Værste skuespiller                                         | Nicolas Cage i Left Behind som Rayford Steele |
| Værste skuespiller                                         | Kellan Lutz i The Legend of Hercules som Hercules/Alcides |
| Værste skuespiller                                         | Seth MacFarlane i A Million Ways to Die in the West som Albert Stark |
| Værste skuespiller                                         | Adam Sandler i Blended som Jim Friedman |
| Værste skuespillerinde                                     | Cameron Diaz i The Other Woman og Sex Tape som Carly Whitten and Annie Hargrove |
| Værste skuespillerinde                                     | Drew Barrymore i Blended som Lauren Reynolds |
| Værste skuespillerinde                                     | Melissa McCarthy i Tammy som Tammy Banks |
| Værste skuespillerinde                                     | Charlize Theron i A Million Ways to Die in the West som Anna Barnes-Leatherwood |
| Værste skuespillerinde                                     | Gaia Weiss i The Legend of Hercules som Hebe |
| Værste mandlige birolle                                    | Kelsey Grammer in The Expendables 3, Legends of Oz: Dorothy's Return (voice only), Think Like a Man Too and Transformers: Age of Extinction as Bonaparte, Tin Man, Lee Fox and Harold Attinger |
| Værste mandlige birolle                                    | Mel Gibson i The Expendables 3 som Conrad Stonebanks |
| Værste mandlige birolle                                    | Shaquille O'Neal i Blended som Doug |
| Værste mandlige birolle                                    | Arnold Schwarzenegger i The Expendables 3 som Trench Mauser |
| Værste mandlige birolle                                    | Kiefer Sutherland i Pompeii som Senator Quintas Attius Corvus |
| Værste kvindelige birolle                                  | Megan Fox i Teenage Mutant Ninja Turtles som April O'Neil |
| Værste kvindelige birolle                                  | Cameron Diaz i Annie som Coleen Hannigan |
| Værste kvindelige birolle                                  | Nicola Peltz i Transformers: Age of Extinction som Tessa Yeager |
| Værste kvindelige birolle                                  | Bridgette Cameron Ridenour i Saving Christmas som Kirk's søster |
| Værste kvindelige birolle                                  | Susan Sarandon i Tammy som Pearl |
| Værste filmpar                                             | Kirk Cameron og sit ego i Saving Christmas |
| Værste filmpar                                             | De to robotter, skuespiller (eller robotagtige skuespillere) i Transformers: Age of Extinction                                                                                                 |
| Værste filmpar                                             | Cameron Diaz og Jason Segel i Sex Tape |
| Værste filmpar                                             | Kellan Lutz og diverse udstyr i The Legend of Hercules |
| Værste filmpar                                             | Seth MacFarlane og Charlize Theron i A Million Ways to Die in the West |
| Værste forløber, genindspilning, plagiat eller efterfølger | Annie (Columbia) (remake af 1982 film med samme navn) |
| Værste forløber, genindspilning, plagiat eller efterfølger | Atlas Shrugged Part III: Who Is John Galt? (Atlas Distribution Company) |
| Værste forløber, genindspilning, plagiat eller efterfølger | The Legend of Hercules (Summit Entertainment) |
| Værste forløber, genindspilning, plagiat eller efterfølger | Teenage Mutant Ninja Turtles (Paramount/Nickelodeon) |
| Værste forløber, genindspilning, plagiat eller efterfølger | Transformers: Age of Extinction (Paramount) |
| Værste instruktør                                          | Michael Bay for Transformers: Age of Extinction |
| Værste instruktør                                          | Darren Doane for Saving Christmas |
| Værste instruktør                                          | Renny Harlin for The Legend of Hercules |
| Værste instruktør                                          | Jonathan Liebesman for Teenage Mutant Ninja Turtles |
| Værste instruktør                                          | Seth MacFarlane for A Million Ways to Die in the West |
| Værste manuskript                                          | Saving Christmas (written by Darren Doane and Cheston Hervey) |
| Værste manuskript                                          | Left Behind (manuskript af Paul LaLonde og John Patus, baseret på romanen af samme navn af Tim LaHaye og Jerry B. Jenkins)                                                                     |
| Værste manuskript                                          | Sex Tape (manuskript af Kate Angelo, Jason Segel ogNicholas Stoller, historie af Kate Angelo)                                                                                                  |
| Værste manuskript                                          | Teenage Mutant Ninja Turtles (manuskript af Josh Appelbaum, André Nemec og Evan Daugherty, baseret på karakterer skabt af Peter Laird og Kevin Eastman)                                        |
| Værste manuskript                                          | Transformers: Age of Extinction (manuskript af Ehren Kruger, baseret på Hasbro's Transformers actionfigurer)                                                                                   |
| The Razzie Redeemer Award                                  | Ben Affleck (Fra RAZZIE “Winner” for Gigli til Oscar-darling for Operation Argo og Gone Girl)                                                                                                  |
| The Razzie Redeemer Award                                  | Jennifer Aniston (Fra 4-dobbelt RAZZIE Nomineret til SAG Award Nominee for Cake) |
| The Razzie Redeemer Award                                  | Mike Myers (Fra RAZZIE “Winner” for The Love Guru til Documentary Director på Supermensch: The Legend of Shep Gordon)                                                                          |
| The Razzie Redeemer Award                                  | Keanu Reeves (Fra 6-dobbelt RAZZIE Nominee til John Wick) |
| The Razzie Redeemer Award                                  | Kristen Stewart (Fra RAZZIE “Winner” for Twilight til Art House Hit Camp X-Ray) |

## Eksterne links
- Officiel hjemmeside